# Société française pour l'abolition de l'esclavage
La Société française pour l'abolition de l'esclavage (SFAE) est une association française qui de 1834 à 1848 a milité et œuvré en faveur de l'abolition de l'esclavage dans les colonies françaises (Martinique, Guadeloupe, Réunion,  Guyane française, Sénégal et Madagascar). 
D'abord favorable à une abolition progressive, la SFAE sera ensuite favorable à une abolition immédiate.

## Prédécesseurs
Dès la fin du XVIIIe siècle, des sociétés se sont formées en France en faveur de l’abolition de l’esclavage. C’est d’abord la Société des amis des Noirs fondée par Jacques Pierre Brissot et Étienne Clavière le 19 février 1788 qui fonctionna jusqu’en 1791. Cette première société fut suivie de la Société des Amis des Noirs et des Colonies qui se réunit de 1796 à 1799. L'esclavage est aboli par la Convention nationale le 4 février 1794. Puis, après le rétablissement de l’esclavage par Napoléon Ier en 1802, c’est la Société de la morale chrétienne, fondée en 1821, qui reprit le flambeau en constituant en 1822 un Comité pour l’abolition de la traite des Noirs, dont une partie des membres est constituée des futurs fondateurs la SFAE. Après les améliorations obtenues dans les premières années du règne de Louis-Philippe Ier, en particulier en ce qui concerne la traite négrière, ce comité est dissous.
En 1833, le Parlement britannique vote une loi décidant l’abolition progressive de l’esclavage dans ses colonies et prévoyant une abolition définitive fixée au 1er août 1840 avec une indemnisation financière des propriétaires d'esclaves évaluée à 20 millions de livres<. . Les premiers résultats rassurants obtenus par les Britanniques et l'absence de projet gouvernemental d'abolition de l'esclavage dans les colonies françaises, incitent des anti-esclavagistes français, de toutes tendances politiques, à fonder, en 1834, une société pour l’abolition de l’esclavage qui s’inspire du modèle abolitionniste anglais.

## Les membres fondateurs
La première réunion des abolitionnistes français décidés à se regrouper en société a lieu le 15 août 1834, les vingt-sept fondateurs de la société sont :
- Victor de Broglie (1785-1870), président
- Hippolyte Passy (1793-1880), vice-président
- Odilon Barrot (1791-1873), vice-président
- Alexandre de Laborde (1773-1842), secrétaire
- François-André Isambert (1792-1857), secrétaire (jusqu'en janvier 1846, est nommé secrétaire honoraire après sa démission)[8]
- Charles Henri Ver-Huell (1764-1845)
- Gabriel-Jacques Laisné de Villévêque (1766-1851)
- Eusèbe de Salverte (1771-1839)
- Joseph-Marie de Gérando (1772-1842)
- Xavier de Sade (1777-1846)
- Georges Washington de La Fayette (1779-1849)
- Frédéric Gaëtan de La Rochefoucauld-Liancourt (1779-1863)
- Victor Destutt de Tracy (1781-1864), président après le retrait de Victor de Broglie.
- Alphonse Bérenger de la Drôme (1785-1866)
- Robert d'Escorches de Sainte-Croix (1785-1861)
- Philippe de Golbéry (1786-1854)
- Jacques François Roger (1787-1849)
- Saint-Albin Berville (1788-1868)
- Alphonse de Lamartine (1790-1869)
- Amédée Desjobert (1796-1853)
- Henri Philippe-Auguste Dutrône (1796-1866), succède à François-André Isambert comme secrétaire en janvier 1846.
- Théobald de Lacrosse (1796-1865)
- Charles de Rémusat (1797-1875)
- Auguste de Mornay (1798-1852)
- François Mongin de Montrol (1799-1862)
- Hippolyte Carnot (1801-1888)
- Henri Lutteroth (1802-1889)

Les statuts stipulent que "La Société se compose de vingt-sept membres fondateurs et d'un nombre illimité de membres associés." et que "Les membres fondateurs forment la Commission centrale". La Commission centrale choisit les membres qui feront partie des commissions chargées de diriger des travaux, on doit lui présenter les personnes qui souhaitent adhérer à la SFAE et elle rend compte de ses travaux dans des réunions générales et publiques.

## Les membres associés
Outre, les vingt-sept membres fondateurs et le trésorier Amédée Thayer, les statuts stipulent que la société est composée d'un nombre illimité de membres associés. Parmi ceux-ci, on note les adhésions d'Hippolyte Ganneron (1792-1847), Jean-Louis Dufau (1785-1859), Charles Lucas (1803-1889), Edouard-James Thayer (1802-1859), Maurice-Poivre Bureaux de Pusy (1799-1864), Alceste de Chapuys-Montlaville (1800-1868), Jean Théodore Durosier (1793-1855), François Jules Doublet de Boisthibault (1800-1862), Jean-Baptiste Teste (1780-1852), Antoine Jay (1770-1854), Adolphe Delespaul (1802-1849), François Adolphe Chambolle (1802-1883), Victor Lanjuinais (1802-1869), Auguste Billiard (1788-1858), Édouard Roger du Nord (1803-1881), Francisque de Corcelle (1802-1892), Gustave de Beaumont (1802-1866), Adolphe Ambroise Alexandre Gatine (1805-1864), Alexis de Tocqueville (1805-1859), Jules de Lasteyrie (1810-1883), Charles de Montalembert (1810-1870), Emmanuel de Las Cases (1766-1842), Arthur O'Connor (1763-1852), Antoine Cerclet (1797-1849), Charles Casimir Dugabé (1799-1874), André Leyraud (1786-1865), Benjamin Appert (1797-1873), Maurice Poivre Bureaux de Pusy (1799-1864), Louis Joseph Cordier (1775-1849), Armand Charles Guilleminot (1774-1840), Pascal Joseph Faure (1798-1864), Eugène d'Harcourt (1786-1865) et de Félix Martin Réal (1792-1864).
La cotisation annuelle est de 25 francs. Ces membres ont le droit d'assister aux séances de la SFAE et ont voix consultative, ils peuvent aussi faire partie des commissions chargées de travaux particuliers.
En 1847, le secrétariat est situé à Paris 12 rue Taranne.

## Objet
L'objet de la société est indiqué en son article 1er :
« L’objet des travaux de la société est de réclamer l’application de toutes les mesures qui tendent à l’émancipation des esclaves dans nos colonies, et en même temps de rechercher les moyens les plus prompts et les plus efficaces d’améliorer le sort de la classe noire, d’éclairer son intelligence et de lui préparer une liberté qui soit utile et profitable à tous les habitants des colonies »

## Actions

### Des réunions
La première réunion de travail a lieu le 3 décembre 1834, elle est consacrée à entendre les trois émissaires (Zachary Macaulay, John Scoble et James Cooper) de la "Universal Abolition Society" alors présents en France pour suivre le procès en appel de l'affaire de la révolte de Grande Anse. La réunion suivante se tient le 15 décembre 1834, il y est approuvé les statuts de la société. À la réunion du 22 décembre 1834, il est examiné la question de l'émancipation pendant la Révolution française. À celle du 5 janvier 1835 Frédéric Gaëtan de La Rochefoucauld-Liancourt fait un long rapport sur la lutte contre l'esclavage au sein de la Société de la morale chrétienne. De janvier à juin 1835, les membres se réunissent en moyenne trois fois par mois. L'année suivante, ils se réunissent une fois par mois. Ces premières réunions (1835-1836) ont principalement pour objet de connaître au mieux la situation de l'esclavage dans les colonies françaises en entendant diverses personnalités, telles que Gustave de Beaumont au sujet de la pratique de l'esclavage dans l'État du Maryland (États-Unis) (12 janvier 1835), Auguste Billiard, ancien préfet qui avait résidé sur l'île de Bourbon, sur l'attitude des habitants de cette île envers l'émancipation des esclaves (26 janvier 1835), Louis Fabien, Martiniquais, et Louis Africain Persegol, ancien président conseiller président de la Cour royale de la Guyane française (2 mars 1835), Robert d'Escorches de Sainte-Croix, sur les conditions matérielles dans lesquelles vivent les esclaves de la Martinique (12 mars 1835). 
L'année 1836 commence par une réunion le 4 janvier, puis une autre le 11 janvier où Hippolyte Passy annonce qu'il a préparé avec Victor Destutt de Tracy un plan d'émancipation en trois points pour le soumettre à la Chambre des députés. .
Lors de la séance du 23 janvier 1837, il est notamment examiné la question du rachat des esclaves par leur propre pécule. 
Lors de la séance du 13 février 1837, il est indiqué qu'une pétition des hommes de couleur de la Martinique a été déposée à la Chambre des députés par M. Isambert et à la Chambre des pairs par M. le duc de Broglie. 
Lors de la séance du 20 février 1837, la question à l'ordre du jour est celle de savoir si une proposition formelle d'affranchissement pour les esclaves doit être faite cette année aux chambres. On est d'avis qu'au milieu des préoccupations actuelles des chambres, cette proposition aurait peu de chances de succès, et que le ministère, appréhendant de se créer un nouvel embarras, trouverait des prétextes d'ajournement, en disant qu'il veut attendre le résultat de l'expérience tentée dans les colonies anglaises. 
Lors des séances des 27 février et 6 mars 1837, on annonce que l'assemblée générale aura lieu, à l'Hôtel de ville, le jeudi 4 mai. Le programme en est réglé ainsi qu'il suit : après le discours d'ouverture du président, M. le duc de Broglie, prendront successivement la parole, MM. Isambert, Passy, Odilon Barrot et Delaborde, sur les travaux de la société, sur l'état de l'esclavage, sur la nécessité et les conséquences morales, politiques et économiques de l'émancipation des nègres. 
Lors de la séance du 13 mars 1837, M. Isambert communique un relevé de la population des colonies françaises au 31 décembre 1835. À la Martinique, les habitants libres s'élèvent au nombre de trente-sept mille neuf cent cinquante-cinq, les esclaves à celui de soixante-dix-huit mille soixante-seize. À la Guadeloupe, on compte quatre-vingt-seize mille trois cent vingt-deux esclaves pour trente-un mille deux cent cinquante-deux hommes libres. M. Isambert rapporte qu'ayant abordé M. François Guizot après les paroles prononcées par lui à la tribune, ce ministre lui dit qu'il ne pouvait fixer l'époque où les mesures annoncées par le gouvernement seraient promulguées, mais que certainement on ne les attendrait pas jusqu'à la session prochaine.
Lors de la séance du 27 décembre 1837, informés que le chef du gouvernement Mathieu Molé n'a pas l'intention de présenter une proposition de loi relative à l'émancipation lors de la prochaine session parlementaire, les membres de la S.F.A.E décide qu'ils présenteront leur propre projet de loi.
Lors de la séance du 26 janvier 1842, il est décidé de déposer des troncs dans les églises de Paris pour recevoir des fonds : "M. Ricard membre de la société rapporte qu'autorisé spécialement par S.S. le Pape il s'est présenté chez Monseigneur l'archevêque de Paris à l'effet de demander à ce prélat son agrément pour placer dans la cathédrale et dans les autres églises de Paris, des troncs à l'effet de recevoir les aumônes que la charité des fidèles pourrait destiner à l'œuvre de l'abolition de l'esclavage. Que Monseigneur l'archevêque a paru disposé à accueillir favorablement cette demande à la seule condition que la Société se chargera du dépôt et de l'emploi des deniers provenant des troncs."

### Un journal
Afin de faire le lien entre ses membres et faire connaître ses actions et travaux, il est créé un journal qui paraît dès 1835 ayant pour titre "Société Française pour l'Abolition de l'Esclavage". Son premier numéro contient une longue tribune datée du 15 décembre 1834, dans laquelle les fondateurs de la société indique : "Le temps n'est plus où l'on discutait sérieusement la légitimité de l'esclavage. Ce n'est pas en vain que la civilisation a marché. A mesure que ses bienfaits se sont répandus, de nouvelles et plus vives lumières sont venues épurer et fortifier les notions de justice et de morale sur lesquelles se fondent les opinions humaines, et l'esclavage n'apparaît plus aujourd'hui, aux yeux des sociétés les plus éclairées de l'Europe, que comme une violation flagrante des préceptes de la charité chrétienne, et un attentat aux droits les moins contestables de l'humanité".
Après le rapport de la commission présidée par Victor de Broglie (1785-1870) celui-ci cesse de paraître en 1843, dans l'attente d'une proposition de loi abolitionniste par le gouvernement. Faute de proposition, le journal est relancé en janvier 1844 avec pour titre L'Abolitioniste français. Cette nouvelle revue se veut plus combative et virulente, ainsi elle dénonce, exemples à l'appui, les atrocités commises par les planteurs et mal réprimées par les tribunaux coloniaux. Le propriétaire-gérant est François-André Isambert jusqu'à la mi-1844, date à laquelle son fils Alfred lui succède.
Mais L'abolitioniste français est très peu lu, ainsi que le confie Henry Dutrône à Cyrille Bissette.

### Un corpus juridique envoyé aux Cours royales et aux barreaux de France
En 1847, la Société française pour l'abolition de l'esclavage adresse à toutes les Cours royales de France la collection de ses publications, constituée des bulletins qu'elle publie depuis quatre ans et dans lesquels sont consignés les lois, les ordonnances, les discussions des Chambres, l'examen des actes émanant de l'autorité coloniale, ainsi que les arrêts rendus par la Cour de cassation et Cours métropolitaines dans les affaires concernant la liberté des esclaves. Ces cours royales étant appelées à juger des affaires liées à l'esclavage après que des arrêts des cours royales siégeant dans les colonies aient été cassés et annulés par la Cour de cassation. En décembre de la même année, ces collections sont envoyées à tous les barreaux de France et aux chambres des avoués.

### Des interventions à la Chambre des députés
Il y a aussi de nombreuses interventions à la Chambre des députés des membres de la société :
En avril 1835, alors que le président de la SFAE Victor de Broglie est devenu président du Conseil des ministres et que les membres de la société ont l'espoir que ce nouveau chef du gouvernement propose une loi d'abolition, une partie d'entre eux interviennent dans les Chambres pour y dénoncer  l’esclavage : un « principe vicieux » selon Alexandre de Laborde, « une grande monstruosité collective dans le pays des Droits de l’Homme » déclare Alphonse de Lamartine, « une absurdité insoutenable » s’écrie Victor Destutt de Tracy et « un crime social » dénonce François-André Isambert. 
L’abolition de l’esclavage n’étant pas inscrite à l’ordre du jour, aucun vote à son sujet n’a lieu. Le gouvernement tergiverse, le ministre de la Marine et des Colonies brandit le spectre d’une indemnisation des colons insupportable pour les finances de l’État et répond qu’on manque de recul et que toutes les conséquences d’une abolition même progressive n’ont pas été étudiées. 

Le 23 mai 1836, ne voyant aucun projet d'abolition poindre, Frédéric Gaëtan de La Rochefoucauld-Liancourt s'en indigne à la tribune de la Chambre des députés : 

« C'est en vain que le ministre proclame aujourd'hui son intention d'arriver quelque jour à l'abolition... Les conseils coloniaux ont établi en principe qu'elle ne pouvait avoir lieu qu'avec leur assentiment, et le ministre s'y est soumis... le Gouvernement trop timide pour lutter contre les colons, proclame qu'il veut l'abolition, mais avec le consentement de ceux qui n'y consentiront jamais. »

Le 6 juin 1837, Hippolyte Passy interpelle la Chambre des députés : 

« Messieurs, lorsqu’une question est arrivée à ce point de maturité qu’une solution est devenue non seulement possible mais nécessaire, inévitable, il me semble qu’il faut aborder franchement le sujet, sans recourir à toutes les précautions oratoires que je crois en général fort inutiles, mais qui, dans le sujet actuel me sembleraient entièrement déplacées. Ne soyez donc pas surpris, Messieurs, que sans autre préambule, je demande à MM. les ministres s’ils veulent ou non l’abolition de l’esclavage dans les colonies françaises. Je souhaite ardemment que la réponse qui me sera faite et il faudra bien qu’il en soit fait une, que cette réponse, dis-je, soit nettement affirmative. »

Suivi, le même jour, de celle de François-André Isambert : 

« Messieurs, je ne dois pas passer sous silence les paroles très fâcheuses qu’a prononcées M. le ministre de la marine et qui me semblent en désaccord complet avec tout ce qui a été dit jusqu’à présent sur l’abolition de l’esclavage par les précédents ministres. D’abord il n’était peut-être pas très convenable de venir jeter en avant à cette tribune le chiffre de 260.000 millions, comme si la France ne pouvait faire ce sacrifice lorsque l’Angleterre en a fait un de 500 millions !  Oui, Messieurs, il n’est pas de la dignité de la France de faire une objection d’argent contre une question comme celle de l’esclavage ! »

Les interventions sont multiples, ainsi celle d'Agénor de Gasparin le 4 mai 1844 : 

« Prenez-y garde, ces hommes qui tiennent beaucoup à mettre des ménagements, de la prudence, des précautions, dans la solution de la question coloniale, ces hommes veulent la solution ; ils veulent marcher, ils veulent arriver ; et chaque année, chaque mois que vous perdez transforme un partisan de l'émancipation progressive en partisan de l'émancipation immédiate. »

### Des actions auprès des Conseils généraux
En 1835, les membres de la Société demandent aux conseils généraux de se prononcer au sujet de l'esclavage ; seulement sept y répondent car la plupart considéraient cette question comme ne faisant pas partie de leur attribution. Les conseils généraux qui émettent le vœu d’une abolition sont ceux de l’Aisne, de l’Allier, de l’Ariège, de la Creuse, du Loiret, de la Haute-Garonne et de l’Eure-et-Loir.
La résolution votée par le Conseil général d'Eure-et-Loir où siège François-André Isambert, le secrétaire de la SFAE, en octobre 1835, est ainsi libellée :

« Le conseil auquel ont été communiqués par M. le préfet des documents relatifs à l'abolition de l'esclavage dans les colonies, est d'avis que les sentiments d'humanité et de religion à eux seuls commandent des mesures qui cicatrisent cette plaie le plus tôt possible. Il pense que, sous le rapport industriel, le travail de l'homme libre est préférable à celui des esclaves ; et que si les récentes expériences faites dans les colonies anglaises, à Porto Rico, Haïti et autres Antilles, tendent à prouver la vérité de cette thèse, il n'y a pas à balancer, en ménageant les intérêts actuels, avec la prudence qu'on a le droit d'attendre du gouvernement, de s'en occuper. Il s'associe donc au vœu qui a déjà été exprimé à cet égard dans les deux chambres. »

En 1837, les conseils généraux sont relancés et cinq autres départements y répondent favorablement : le Cher, le Nord, la Saône-et-Loire, la Seine-et-Marne et la Vendée.
En 1847, la SFAE relance une dernière fois les conseils généraux. Une lettre datée du 29 août 1847, signée par Hippolyte Passy et Henry Dutrône, est adressée aux conseillers généraux : « Messieurs, la nécessité d'abolir l'esclavage n'est plus l'objet d'un doute pour les esprits éclairés, pour les consciences honnêtes. La Société qui prend à tâche de hâter l'heure de l'émancipation ne se propose donc point de vous entretenir du droit que les esclaves de nos colonies ont à la liberté : ce droit, vous le connaissez aussi bien qu'elle ; tout ce qu'elle réclame de votre justice et de vos sentiments d'humanité ne saurait être retardé sans péril et sans honte pour notre pays ». 
Vingt-quatre conseils généraux sur quatre-vingt-six se prononcent en faveur de l'abolition de l'esclavage, mais souvent en émettant des réserves, notamment que les colons soient indemnisésJennings 2010, p. 269,.

### Des propositions de lois abolissant l'esclavage
À défaut d’initiative gouvernementale, les membres de la Société française pour l’Abolition de l’esclavage décident de proposer leur propre loi.
En 1837, Hippolyte Passy fait inscrire au programme des débats de la Chambre des députés la question de l’abolition de l’esclavage. 
Le 10 février 1838, il dépose une proposition de loi selon laquelle en son article 1er : « À dater de la promulgation de la présente loi, tout enfant qui naîtra dans les colonies françaises sera libre, quelle que soit la condition de ses père et mère » et prévoit en son article 2 une prise en charge par l'État du coût de l'entretien d'un enfant né d'une femme esclave, soit 50 francs par an qui seraient versés au maître de la mère. Ce projet prévoit également la possibilité pour tout esclave de racheter sa liberté d'après un tarif fixé par une autorité compétente.
Le 13 février 1838, la Chambre des députés discute de ces propositions et malgré l'opposition au projet du ministre de la Marine et des Colonies Claude du Campe de Rosamel, elle nomme une commission chargée de l’examiner. François Guizot en est le président, François-André Isambert en est le secrétaire et en sont également membres Pierre-Antoine Berryer, Jean-François-Xavier Croissant, Charles de Rémusat (rapporteur), le baron Jacques François Roger (du Loiret), le comte Alexandre de Laborde, Joseph Henri Galos et Hippolyte Passy.

La commission se réunit à neuf reprises du 26 février au 24 avril 1838 et entend plusieurs personnes : le vice-amiral de Mackau, ancien gouverneur de la Martinique, le brigadier général Sainclair, ancien chef des magistrats spéciaux de Saint-Vincent, le baron Dupin et De Cools, délégués de la Martinique, de Jabrun, délégué de la Guadeloupe, Conil et Sully-Brunet, délégués de l'île Bourbon, Favart, délégué de la Guyane, Pélisson, ancien bâtonnier des avocats de la Martinique et Mallac, négociant à l'île Maurice. Charles de Rémusat présente le rapport de la commission à la Chambre des députés le 18 juin 1838. Mais au lieu d'une abolition uniquement en faveur des enfants à naître, ce qui aboutirait à une abolition lente et amènerait « d'envieuses rivalités », la commission, après avoir rappelé qu'il y avait 258 956 esclaves dans les colonies françaises, indique qu'elle souhaite une émancipation de masse. Elle propose toutefois d'attendre 1840 pour juger pleinement l'expérience britannique et indique qu'en attendant il convenait de voter des mesures préparatoires à l'émancipation (pécule, rachat, éducation religieuse). Il s’ensuit de nombreux débats à la Chambre des députés, le Président du Conseil des Ministres demande l’ajournement de l’examen de la loi, puis le 2 février 1839 la Chambre des députés est dissoute par le roi Louis-Philippe. Ce dernier est hostile à l'abolition de l'esclavage, ainsi que le révèle une lettre adressée par Charles Dupin, président du conseil des délégués coloniaux à Paris, au général Jean-Jacques Ambert, président du conseil colonial de Guadeloupe : 

« Le Roi veut être pour les colonies et leur état social actuel protecteur aussi ferme qu'éclairé ; il veut rester conservateur de vos droits, de vos fortunes, de votre sécurité. Son esprit supérieur ne se laisse abuser par aucune vaine utopie. Il connaît les Antilles qu'il a visitées, il apprécie leurs intérêts qu'il n'a jamais perdus de vue, il compatit à leurs souffrances qu'il souhaite vivement voir soulagées. Ne redoutez donc pour l'avenir aucune mesure brusque, imprévue, intempestive et désastreuse : la sagesse du Roi n'en permettrait pas de telles. »

La loi proposée par Hippolyte Passy n’ayant pas été votée et les propositions de la commission Guizot-Rémusat étant restées sans suite, c’est Victor Destutt de Tracy qui, le 12 juin 1839, la propose à nouveau à la Chambre des députés nouvellement élue. Entre-temps en effet un nouveau ministre de la Marine et des Colonies (Guy-Victor Duperré), réputé moins rétif que son prédécesseur, a été nommé et Hippolyte Passy, vice-président de la SFAE est devenu ministre des Finances. Il est une nouvelle fois décidé de nommer une commission chargée de l’étudier ; elle est composée de neuf membres dont six sont adhérents de la SFAE. Alexis de Tocqueville, qui en est le rapporteur, indique le 23 juillet 1839 à la Chambre des députés que selon la commission l’abolition est devenue une nécessité politique et que celle-ci se déclare favorable à une abolition pour tous les esclaves, plutôt que limitée à leurs enfants à naître comme l’avait proposé Hippolyte Passy. La commission propose qu'à la session législative de 1841 il soit voté une loi qui :
1. fixe une date de l’abolition de l’esclavage ;
2. prévoit qu'après cette libération les esclaves passeront sous la tutelle de l'État et recevront un salaire payé par les colons, dont une partie sera récupérée par l'État pour rembourser le coût de l'indemnité qui aura été versée aux colons[31]. .

Le conseil des ministres, sur le rapport de l'amiral Duperré, déclare qu'il est prêt à adhérer aux bases du plan exposé par la commission. Mais en février 1840 le gouvernement du maréchal Jean-de-Dieu Soult, favorable à une prochaine abolition et dans lequel se trouvait Hippolyte Passy tombe.
Le nouveau chef du gouvernement, Adolphe Thiers, déclare que l'émancipation était une « mesure grave qui devait être prise avec prudence ». Son attitude est assez ambiguë, car il fait financer le voyage du journaliste Bernard-Adolphe Granier de Cassagnac (1806-1800) aux colonies, lequel dans ses écrits se fera un ardent défenseur du maintien de l'esclavage. Mais le 25 mai 1840, il nomme une nouvelle commission « pour l'examen des questions relatives à l'esclavage et la constitution politique des colonies ». Composée de douze membres, elle est présidée par le duc Victor de Broglie (1785-1870), président de la SFAE. Un mois plus tard, la commission, dont cinq membres sont adhérents de la SFAE, indique qu'elle doit faire des consultations sur les trois types d’émancipation possibles : 
1. celle d’une émancipation partielle et progressive (correspondant à la proposition Tracy) ;
2. celle d’une émancipation pour tous et immédiate avec rachat des esclaves par l’État (correspondant à la proposition Tocqueville) ;
3. ou celle d’une émancipation pour tous et immédiate, avec une période d’apprentissage pour les anciens esclaves (correspondant à l'émancipation britannique).

Puis, la commission entame des consultations qui durent presque deux ans. En mars 1843, la commission de Broglie propose finalement au gouvernement deux projets. Le premier indique que l’abolition totale de l’esclavage devra se faire dans un délai de dix ans. L’indemnité à verser aux colons est fixée à 150 millions. Le second prévoit d’affranchir tous les enfants nés à partir du 1er janvier 1838.
Mais le gouvernement ne propose aucune loi d'abolition. Le 14 mai 1844, après plusieurs interpellation de députés adhérents de la SFAE, le ministre de la Marine et des Colonies, le baron Ange René Armand de Mackau, vice-amiral et ancien gouverneur aux Antilles, après avoir déclaré que « tout mode de libération immédiate et absolue étant écarté », se contente de soumettre à la chambre des Pairs un projet de loi visant à améliorer le sort des esclaves, à savoir : fixer des règles concernant la nourriture et l’entretien dus par les maîtres, le régime disciplinaire des ateliers, la fixation des heures de travail et de repos, le mariage des esclaves, leur instruction religieuse élémentaire, la possibilité pour les esclaves de constituer un pécule et, au moyen de cette épargne, d'acheter leur liberté.

La Société française pour l’abolition de l’esclavage examine le projet de loi et, par l’intermédiaire de son secrétaire, François-André Isambert, fait part de sa déception : 

« Nous avons parcouru à regret, et non sans dégoût, les questions actuellement pendantes et intérieures de l’esclavage. Quoique notre conviction bien mûrie soit qu’il n’y a rien de logique, rien de réellement efficace dans un régime intermédiaire entre l’esclavage et la liberté ; bien que nous soyons pénétrés profondément de ce sentiment, que la servitude gâte tout ce qu’elle touche, la religion, le mariage, l’instruction, le travail ; nous ne voulons pas refuser au gouvernement notre concours, lorsque l’on espère faire quelque bien, et empêcher beaucoup de mal par les mesures proposées. »

et aux députés qui refusent de voter cette loi d'amélioration du sort de l'esclave au motif que ce n'est pas une loi d'abolition générale, il répond, pas dupe : 

« L'honorable membre a combattu le projet de loi et a déclaré qu'il était prêt à appuyer de son vote un projet d'émancipation générale et complète. Je serais aussi de votre avis si je n'y voyais un nouvel ajournement de toute mesure en faveur de l'émancipation. »

Les discussions sur les deux projets de lois « Mackau » commencent le 29 mai 1845 et celles-ci sont votées en juin et juillet 1845.

### Des participations aux congrès abolitionnistes
En juin 1840, la British and Foreign Anti-Slavery Society (Société britannique et étrangère pour l'abolition de l'esclavage) organise à Londres le premier congrès international en faveur de l‘abolition de l’esclavage. François-André Isambert, qui est désigné comme un des quatre vice-présidents, y participe en sa qualité de secrétaire de la Société pour l’abolition de l’esclavage. 
Lorsque Isambert entra dans la salle, accompagné de Dussailly et de Hauré, membres de la Société française, il vint prendre sa place à la droite du fauteuil réservé au président. La députation française fut accueillie par de grandes acclamations. Il en fut de même lors de l’entrée de l’ambassadeur de France, Guizot. À côté des députés français se trouvait placée Mme la duchesse de Sutherland, S.A.R. le duc de Sussex et M. O’Connel furent accueillis par des tonnerres d’applaudissements.
La British and Foreign Anti-Slavery Society accorde l'honneur à François-André Isambert de prendre la parole après le président Thomas Clarkson, celui-ci y prononce le 24 juin 1840 un discours commençant ainsi :

« C’est un insigne honneur pour la députation française d’être appelée au milieu d’une si nombreuse et si brillante assemblée, à seconder la motion du vénérable vieillard dont vous venez d’entendre les touchantes paroles, celle de Thomas Clarkson, de cet homme antique pas sa vertu et dont le nom est admiré dans les deux mondes. Plus heureux que l’illustre Wilberforce, malgré son âge, il assistera encore à l’un de ces actes solennels d’émancipation qui préoccupent aujourd’hui les conseils de la France et à l’extinction finale de la traite qui s’exerce clandestinement sur les marchés du nouveau monde. Mon pays croira à peine que douze journées complètes aient été employées à la discussion de toutes les questions relatives à l’abolition de l’esclavage dans les colonies orientales de l’Angleterre, comme en d’autres contrées soumises aux puissances de l’Europe et aux États divers de l’Amérique, que le débat ait été écouté avec le même intérêt du commencement à la fin, de la part d’un nombreux auditoire, que quarante députations de l’Amérique du Nord y aient pris part avec les députations des trois royaumes, des colonies émancipées des pays étrangers, que quatre cents personnes y aient concouru et que leurs discours aient été souvent éclairés par des traits d’éloquence qu’eût enviés la tribune parlementaire. L’impression et la publication au loin de ces intéressants débats ne peuvent que faire avancer en France et dans d’autres pays la solution d’une question aussi intimement liée avec l’abolition de la traite, acceptée par toutes les nations civilisées. Je me félicite de voir un Prince de la famille royale d’Angleterre auquel rien de ce qui se fait de bon, de noble et de grand dans ce pays n’est étranger, présider cette assemblée et accorder à notre cause un appui aussi important. Je me félicite aussi de voir siéger à mes côtés ce représentant de la France (M. Guizot), si son caractère diplomatique lui impose le devoir de ne pas élever la voix dans cette enceinte, sa présence en dit bien plus que les paroles, elle annonce que le Gouvernement français sympathise avec l’abolition de l’esclavage, l’honorable personne dont je parle a d’ailleurs présidé la première commission parlementaire qui a eu s’en occuper, et elle s’est prononcée pour son abolition. »

La SFAE participa également au second congrès de Londres de 1843, y étant représentée par Amédée Thayer.

### Une tentative d'organisation d'une convention abolitionniste à Paris le 7 mars 1842
Pour faire pression sur le gouvernement et éveiller l'opinion publique, la Société française pour l’Abolition de l’Esclavage a, sur une idée d'Odilon Barrot, son vice-président, le projet d’organiser à Paris en 1842 une réunion publique, à l’image de celle qui s’était tenue à Londres deux années auparavant. Celle-ci doit se tenir le lundi 7 mars 1842 à l'Hôtel de ville de Paris. Lors de sa réunion du 2 février 1842, la SFAE décide d'inviter des anti-esclavagistes de Genève, Bade, Barcelone, Madrid, Rotterdam, Hambourg, Keil et Stockholm.
Tout est prêt, des délégations de Grande-Bretagne (Joseph Sturge, Josiah Forster, G.W. Alexander, J.H. Hinton et John Scoble), des États-Unis et de nombreux pays d’Europe sont attendues. Mais l'accord du ministre de l'Intérieur Charles Marie Tanneguy Duchâtel, est nécessaire à l'organisation d'une réunion publique. Bien que celle-ci soit demandée en personne par Victor de Broglie qui rend visite au ministre, celui-ci lui indique par lettre en date du 1er mars 1842 qu'il est souhaitable d'ajourner la réunion : « Mais d'après les rapports qui me sont parvenus, je crains que cette réunion dans les circonstances actuelles, ne puisse offrir quelques inconvénients, et amener peut-être des résultats contraires à ceux que les membres de la Société désirent obtenir. Vous penserez, je l'espère, avec moi, Monsieur le Duc, qu'il conviendrait d'ajourner la réunion projetée ». Les membres de la SFAE comprennent qu'il faut l'annuler. Il n'y a qu'un banquet — lequel n'était pas soumis à autorisation — en l'honneur de la délégation britannique, le 9 mars 1842. Le secrétaire de la SFAE, François-André Isambert le regrette amèrement : « Si le gouvernement n'avait pas empêché notre société de tenir des assemblées publiques : s'il n'avait pas réussi à nous renfermer dans le huis clos de nos séances. »

### Des pétitions
Dès le 15 décembre 1834, la société, par l'intermédiaire de sept de ses membres, adresse à la Chambre des députés une pétition dont l'extrait ci-après montre qu'elle a pour modèle l'abolition britannique :

« Loin de nous, cependant, la pensée que l’isolement et la faiblesse de nos colonies puissent y autoriser des essais hasardeux. Les difficultés que présente l’abolition de l’esclavage nous sont connues, et bien que l’exemple de l’Angleterre ait montré qu’elles ne sont pas aussi insurmontables qu’on s’est plu à le dire, nous n’en serons pas moins attentifs à consulter tous les avis, à peser soigneusement toutes les objections ; en un mot, à ne combiner et à ne proposer que des mesures d’une application sûre et conforme à tous les intérêts. Nous n’avons pas besoin d’affirmer que ce serait à tort qu’on chercherait dans les motifs qui nous guident rien qui se ressente des calculs et des arrangements qu’enfantent parfois les querelles des partis. Il s’agit ici d’une de ces questions de haute morale sur lesquelles les hommes véritablement éclairés, quelle que soit encore sur d’autres points la divergence de leurs vues, ne sont plus divisés. En Angleterre, Pitt et Fox, Burke et Wilberforce, Canning et Brougham, ont toujours été d’accord pour réclamer l’extinction de la traite et des lois qui préparassent les esclaves aux bienfaits de la liberté. Il en sera de même dans notre pays. »

Le 24 février 1835, c'est une pétition signée par Henri Lutteroth et dix-sept habitants de Paris qui est débattue à la Chambre des pairs. 
Le 8 juin 1839, une pétition signée par neuf membres de la SFAE est déposée auprès des deux chambres, invoquant des raisons humanitaires (« Quoique nous entendions pas le cri de douleur de l'esclave, nous savons qu'il souffre et que l'instant où il cesse de gémir sur son sort est celui de sa dégradation absolue, et par conséquent de sa plus grande misère. »), morales (La France ne pouvait tolérer sur son territoire que 250 000 êtres humains fussent privés de « liberté »", de « droits définis », de « garanties légales », de « famille » et de « société ») et économiques, ils demandent d'« abolir l'esclavage encore existant dans nos colonies. »
Puis, conscients que seule la mobilisation du public avait permis aux abolitionnistes britanniques d'obtenir l'émancipation au début des années 1830, les membres de la SFAE, décident de recourir aux pétitions signées par un nombre important de personnes afin de faire pression sur le gouvernement et démontrer l’existence d’une volonté de la population française de voir abolir l’esclavage.
Une pétition en faveur de l’abolition de l’esclavage est signée par les typographes parisien du journal ouvrier L'Union et publiée dans ce journal le 22 janvier 1844. Cette pétition commence par ces termes :

« Messieurs les Députés, les soussignés, ouvriers de la capitale, ont l’honneur, en vertu de l’article 43 de la Charte constitutionnelle, de venir vous demander de vouloir bien abolir, dans cette session, l’esclavage. Cette lèpre, qui n’est plus de notre époque existe cependant encore dans quelques possessions françaises. L’esclavage dégrade autant le possesseur que le possédé. C’est pour obéir au grand principe de la Fraternité humaine, que nous venons vous faire entendre notre voix en faveur de nos malheureux frères esclaves. Nous éprouvons aussi le besoin de protester hautement, au nom de la classe ouvrière, contre les souteneurs de l’esclavage, qui osent prétendre, eux qui agissent en connaissance de cause, que le sort des ouvriers français est plus déplorable que celui des esclaves. »

La pétition est reprise par dix-sept autres quotidiens français dont le Journal des débats. 
Au cours des quatre premiers mois de l'année 1844, onze pétitions sont diffusées par les ouvriers, puis déposées individuellement à la Chambre des députés par différents députés abolitionnistes : la première (1506 personnes) le 19 février 1844 par le représentant de la Vendée, le député François-André Isambert. Dans la quatrième pétition (476 personnes) on trouve les signatures d'Eugène Sue, d'Eugène Scribe, Jules Michelet et d'Edgar Quinet. Lorsque la dernière pétition fut déposée le 4 mai 1844, 8 832 signatures avaient été réunies. 
Bien que non organisées par la SFAE mais signées par une partie de ses adhérents, d'autres pétitions furent signées en 1845, 1846 et en 1847, réclamant une abolition rapide ou immédiate et complète. C’est au total plus de 16 000 signatures provenant de toute la France qui sont recueillies, dont 10 737 pour les pétitions de 1847, et l’on relève parmi les professions des signataires, outre de nombreux ouvriers de Paris et de Lyon, des députés, des maires, des militaires, des prêtres, des artistes. C'est aussi la première fois en France que furent présentées au Parlement des pétitions signées par des femmes.
La SFAE organise aussi sa pétition, rédigée par Victor Schœlcher. ; elle est adressée aux membres de la Chambre des pairs et de la Chambre des députés le 30 août 1847 et commence par ces termes : « Messieurs, comme hommes, comme Français, nous venons vous demander l'abolition complète et immédiate de l'esclavage dans les colonies françaises. »

### La création de comités abolitionnistes dans l'ensemble de la France
En 1847, face à l'inertie du pouvoir, la Société française pour l’abolition de l’esclavage décide de passer à l’offensive et réclame dorénavant une abolition complète et immédiate. Elle décide de créer des comités abolitionnistes dans l’ensemble du pays pour que ceux-ci relaient tant au niveau local qu’au niveau national la volonté de faire cesser l’esclavage. Mais cela est difficile car des lois interdisent les réunions publiques.
Ces comités sont invités à publier des brochures, à rendre compte de leurs réunions et observations à la presse locale et aux députés et pairs, et à demander aux conseils généraux d'émettre des vœux en faveur de l'abolition.
Celui de Lyon est particulièrement actif ; outre les pétitions, il organise des conférences et réunions d'informationSchmidt 2000, p. 290..
Une adresse est rédigée par la Société française pour l’abolition de l’esclavage aux Abolitionnistes de France, commençant par ces termes :

« Monsieur, l’abolition de l’esclavage des Nègres dans les colonies françaises est décidée en principe ; le gouvernement lui-même a plusieurs fois déclaré à la tribune que son désir formel était de détruire à jamais cette institution, honteux vestige des temps barbares. Il n’est arrêté, ou plutôt il ne se laisse arrêter que par les difficultés inhérentes à toute grande transformation sociale. Cependant, la France rougit d’avoir encore des esclaves quand l’Angleterre n’en a déjà plus depuis huit ans, quand Tunis, la Suède, la Valachie, l’Égypte se sont délivrées successivement depuis quelques années de cette plaie hideuse ; la France regarde l’esclavage comme une iniquité et l’abolition comme un de ses premiers devoirs, mais elle n’a pas manifesté ses vœux avec assez d’ensemble pour décider les chambres à prendre une mesure définitive qui ne sera encore qu’un trop tardif hommage à la dignité humaine. L’unité d’action, voilà ce qui manque à notre pays dans cette grave circonstance. La Société française pour l’abolition de l’esclavage a pensé qu’un des meilleurs moyens d’arriver à cette heureuse unité serait de former dans les principales villes du royaume des comités abolitionnistes, et ne doutant pas, Monsieur, de votre sympathie pour une telle cause, elle vient vous demander de l’aider dans une aussi bienfaisante entreprise »

...
Une autre adresse est destinée aux conseillers généraux et aux maires en vue de la fondation de « comités abolitionnistes » dans les principales villes françaises.
En 1847 commence la Campagne des banquets visant à mettre en cause la politique de Louis-Philippe et de son gouvernement dirigé par François Guizot. Elle aboutit à son abdication, suivie de la création d'un Gouvernement provisoire.

## L'échec de la SFAE pour faire abolir l'esclavage
Dans une lettre adressée à la British and Foreign Anti-Slavery Society de Londres le 8 mai 1847, l'abolitionniste Guillaume de Félice analyse les raisons de la non abolition de l'esclavage dans les colonies françaises pendant la Monarchie de Juillet, malgré les actions menées par la SFAE et d'autres abolitionnistes :

« Le Roi est opposé à l'émancipation, si je suis bien informé, non pas par l'amour de l'esclavage, mais parce qu'il [...] a adopté la maxime de ne pas toucher aux questions que le temps peut résoudre quand il n'y est absolument pas forcé. L'émancipation des esclaves menacerait de refroidir plusieurs amis de son gouvernement, d'affaiblir la majorité, et de provoquer des obstacles à son grand but, celui d'assurer une succession pacifique sur le trône. Louis-Philippe résistera donc aussi longtemps qu'il ne sera pas contraint d'accorder l'affranchissement par une manifestation puissante, vive, générale de l'opinion publique. Voilà la vérité. M. Guizot est personnellement favorable à l'émancipation. Mais, comme ministre, il s'abstiendra de parler ou d'agir activement. Il sait très bien que, malgré son grand talent et les services rendus, il serait renvoyé par Louis-Philippe s'il souhaitait réellement libérer les esclaves. La majorité de la Chambre des députés a voté par entraînement plutôt que par principe dans ses dernières séances. Elle avait entendu des faits révoltants ; elle était indignée, et a renvoyé les pétitions aux ministres. Rien de plus. Il n'y a qu'une très petite minorité qui adopte le principe de l'émancipation immédiate. En supposant même que la majorité de cette Chambre se prononçât pour l'émancipation (ce qui est complètement improbable), Louis-Philippe et son gouvernement se serviraient de la Chambre des pairs pour résister... Si le gouvernement est un peu poussé, il présentera un projet informe, puis un autre, n'ayant d'autre souci que de gagner du temps. Jusqu'à présent nous avons été traités comme des agitateurs insignifiants, et le gouvernement nous a laissés faire. Nos 11 000 signatures sont quelque chose, sans doute, mais trop peu - infiniment trop peu - pour émouvoir la couronne. Quand même nous aurions 100 000 signatures, il y aurait peu de changements. Il nous faudrait un million de signatures, et surtout des noms d'électeurs, pour atteindre le but. »

Dans une seconde lettre datée du 8 décembre 1847, également adressée à la British and Foreign Anti-Slavery Society, Guillaume de Félice précise :

« Je crois, entre nous, que le Roi, Louis-Philippe, appliquera tous ses soins à temporiser. Il aime le statu quo en toutes choses : il redoute, il évite tant qu'il peut les moindres changements ; et, selon toutes les apparences, il tâchera d'ajourner jusqu'à la fin de sa vie la grande mesure d'affranchissement par des mitigations dérisoires. Pour surmonter les tergiversations du Roi, il faudrait une forte pression de l'opinion nationale. »

Plusieurs débats en mai 1844, en 1845, en mai 1846, confirment que l'abolition de l'esclavage correspondait à la volonté de la majorité des Chambres, surtout de la Chambre des députés. À quelques exceptions près, le principe de l'abolition était acquis, mais les modalités de l'application n'étaient pas trouvées ; à défaut d'un accord sur le système d'émancipation le statu quo s'est prolongé et ce sont seulement des améliorations partielles qui ont été légalement apportées à la condition des esclaves. L'action puissante et coordonnée des esclavagistes utilisait de l'argent, la presse et la tribune des assemblées parlementaires, les uns s'opposaient au principe même de l'émancipation, les autres l'admettaient mais en reculaient tellement son application qu'il s'agissait en réalité d'une manœuvre.
La Révolution de février 1848 a mis subitement fin au combat émancipateur de la SFAE après quatorze années de lutte. Aurait-elle fini par atteindre son but ? En décembre 1847, son secrétaire Henri Dutrône adresse à plusieurs sympathisants de l'abolition une lettre imprimée dans laquelle il fait part de son optimiste : 

« L'abolition de l'Esclavage dans les États de Tunis est une mesure aussi favorable à l'émancipation des Esclaves dans l'univers entier, qu'elle est méritoire pour le Prince qui l'a décrétée. Toutes les nations ont été profondément émues. Le monde civilisé a salué de ses acclamations la grande et noble résolution du Muschir Achmet, et la Société française pour l'Abolition de l'Esclavage a cru devoir consacrer par une médaille la sainte œuvre du Prince Africain qui, s'associant à notre civilisation, s'est montré notre maître dans cette circonstance. À la suite du bey de Tunis, on a vu la Suède, le Danemark [sic], la Turquie, la Valachie, l'Égypte, entrer dans les voies ouvertes par l'Angleterre ; et de son côté, le gouvernement ne saurait tarder à en finir avec l'Esclavage. Déjà, lorsqu'il a pris possession de Mayotte, il a procédé à l'affranchissement des malheureux sur lesquels pesait la servitude. De plus, Mr le Général Trezel, Ministre de la Guerre, a, dans la dernière session, annoncé qu'à la rentrée des Chambres, il présenterait un projet de loi pour l'émancipation des Esclaves en Algérie. Nul doute que le mouvement abolitionniste auparavant si lent et si incertain, n'ait dû en partie son accélération à la décision adoptée par le Muschir Achmet ; une telle mesure, là où l'Esclavage était entré si profondément dans les mœurs, a convaincu les retardataires de bonne foi et fait rougir les autres. »

## L'influence de la SFAE sur l'abolition de l'esclavage en 1848
La Monarchie de Juillet est renversée et un gouvernement provisoire composé de onze personnes est institué.
Dans un premier temps, le Gouvernement provisoire estime que la loi abolissant l'esclavage devra être votée par l'Assemblée nationale constituante dont l'élection doit avoir lieu le 23 avril 1848. Victor Schœlcher, qui a rejoint la SFAE en 1837, rentré en France le 3 mars 1848, après un voyage au Sénégal, parvient à convaincre François Arago, membre du gouvernement provisoire et adhérent de la SFAE qu'il ne faut pas attendre l'élection de l'Assemblée constituante pour faire voter la loi d'abolition, mais abolir l'esclavage le plus tôt possible, ce qui fut fait par le Gouvernement provisoire par le décret historique du 27 avril 1848.
L'abolition de l'esclavage dans les colonies françaises fut donc promulguée par un gouvernement provisoire constitué de onze personnes, dont cinq étaient membres de la Société française pour l’abolition de l’esclavage : François Arago, Adolphe Crémieux, Alphonse de Lamartine, Louis Blanc et Alexandre Ledru-Rollin. En outre, un sixième membre du Gouvernement provisoire, Ferdinand Flocon, avait en 1844 signé une des pétitions abolitionnistes lancées par la SFAE.

Selon l'historien canadien Lawrence C. Jennings 

« La Société française pour l'abolition de l'esclavage s'attacha à influencer les différents gouvernements et à les pousser à agir. Même s'ils furent souvent dominés par les manœuvres d'un puissant lobby colonial dont les objectifs étaient proches de ceux des autorités, les abolitionnistes persistèrent, année après année, à raviver la question de l'émancipation. Ils furent plus efficace durant les années 1830, lorsque les dirigeants de la Société occupèrent des postes gouvernementaux influents, mais ils parvinrent à maintenir sur le devant de la scène le problème de l'émancipation, même lorsqu'ils furent exclus du pouvoir. Au vu des orientations et des objectifs du régime orléaniste, il est évident que, sans la pression des abolitionnistes au Parlement, il n'aurait pris que de rares mesures d'amélioration relatives à l'esclavage. Les interpellations et les motions des membres de la société abolitionniste à la Chambre basse provoquèrent la création de commissions parlementaires et de rapports qui embarrassèrent le gouvernement et l'incitèrent progressivement à agir. La prise en considération des motions antiesclavagistes par la majorité de la Chambre des députés montrait non pas que la Chambre basse était abolitionniste mais qu'elle souhaitait, elle aussi, des progrès sur la question de l'esclavage. C'est en réponse à ces pressions que le gouvernement prit ses premières réelles mesures d'amélioration et de préparation en 1839-1840. Les autorités ne furent à même de se débarrasser du problème que grâce au déclenchement de la crise égyptienne et de celle du droit de visite des navires. Néanmoins, les abolitionnistes étaient parvenus à forger un consensus  en France, dès la fin des années 1830, autour de la nécessité de mettre fin à l'esclavage sur le devant de la scène, y familiarisa peu à peu les Français, et finit par leur faire accepter la nécessité la nécessité de son éradication graduelle. En somme, la Société française pour l'abolition de l'esclavage joua un rôle important en préparant le terrain pour une future libération des esclaves. »

## L'oubli dans l'histoire du rôle de la SFAE dans l'abolition de l'esclavage
L'historienne Patricia Motylewski, auteur d'une étude sur la Société française pour l'abolition de l'esclavage parue en 1998, écrit : 

« Si l'on se penche sur l'historiographie du mouvement abolitionniste français sous la Monarchie de Juillet, l'on est très vite saisi par le peu d'intérêt que les chercheurs ont accordé à cette question. Il faut attendre 1948 pour trouver la trace d'un certain nombre de travaux entrepris dans le cadre du centenaire de la Révolution de 1848. (...) Ce centenaire de la Révolution de 1848, qui a donc été l'occasion de raviver les mémoires en métropole sur un passé encore aujourd'hui difficile à assumer, plus qu'une impulsion à une véritable réflexion sur le mouvement abolitionniste français, a été davantage la consécration de Victor Schœlcher, cet “apôtre des Noirs”, et, à travers lui, d'une politique assimilationniste qui triomphe en 1946 lorsque les “vieilles colonies” scellent leur destin à celui de la France en revêtant le statut de département français. Depuis cet “enthousiasme historiographique” né du centenaire, qui a si largement contribué à soutenir et à renforcer le mythe qui s'est construit dès le 27 avril 1848 autour de Schœlcher, les rares travaux entrepris depuis semblent être restés inscrits dans la continuité du schéma d'analyse mis en place par les historiens en 1848, à savoir : un noyau de républicains groupés autour de Schœlcher, succédant à un groupe de notables orléanistes frileux et inopérants, a mené avec efficacité le combat anti-esclavagiste jusqu'à la victoire. »

Après avoir lu, étudié et analysé le discours que François-André Isambert, le secrétaire de la SFAE, a tenu à la Chambre des députés en faveur de l'abolition de l'esclavage le 22 avril 1835, Patricia Motylewski ajoute : « Ici, nous devons noter que ce discours, qui ouvre en 1835 l'offensive contre la forteresse esclavagiste, étonne le chercheur d'aujourd'hui par la richesse de sa démonstration. L'idéologie républicaine a plus tard gommé ce remarquable débat parlementaire. Il s'agissait pourtant d'un événement advenu, tout à fait réel. Ces paroles généreuses ont bien été prononcées, les sources consultées en font foi, dans l'hémicycle législatif. (...) Ces mots se sont donc perdus dans les sables de l'oubli, ceux du désert d'une histoire devenue officielle. »
Et précise : « Si Schœlcher s'est distingué au tournant des années 1840 par son discours radical en matière d'abolition, qu'il souhaitait complète et immédiate — précisons ici qu'il ne fut pas le seul — alors que d'autres, il est vrai, hésitaient encore en 1847, il n'en reste pas moins que l'abolition de l'esclavage sera le résultat de la longue lutte collective de la SFAE dont Schœlcher n'a été qu'un des membres. »
L'historien Marcel Dorigny écrit : "Il serait pourtant injuste et historiquement fallacieux de laisser croire que la seconde abolition de l'esclavage [1848] fut une décision improvisée et presque imposée par un homme, Victor Shœlcher ; le seul nom que la postérité ait finalement retenu. À l'opposé d'une décision prise au hasard, fruit d'une initiative isolée, cette seconde abolition française a été le résultat de l'action de longue durée d'un grand nombre d'hommes, célèbres ou restés anonymes, qui ont consacré une partie de leur vie et de leur énergie militante pour imposer la fin de l'esclavage colonial."
En 1864, l'historien Henri Martin (1810-1883) dans son Étude sur l’histoire de la Révolution de 1848 écrit : « Le 4 mars 1848, l’abolition de l’esclavage fut décidée en principe ; elle fut réalisée et réglementée les 23 et 27 avril. On ne dissimula ni les difficultés ni les inconvénients d’une abolition soudaine et immédiate ; mais on comprit qu’il y a des choses qu’il faut se hâter de rendre irrévocables, et que la hardiesse qui ne regarde que le but et ne compte pas les obstacles était ici un devoir. Le ministre Arago et le commissaire Schœlcher eurent l’honneur de réaliser l’œuvre appelée, préparée sous le régime précédent, par M. le duc de Broglie, par M. Isambert et par d’autres hommes politiques des anciennes assemblées. »
L'esclavage ayant été aboli dans les colonies françaises en 1848, la Société française pour l'abolition de l'esclavage cessa son existence en 1850.